# Christoffer av Grekland och Danmark
Christoffer av Grekland, född 10 augusti 1888 i Pavlovsk i Ryssland, död 21 januari 1940 i Aten, var en grekisk prins.

## Biografi
Christoffer var yngste son till kung Georg I av Grekland och hans maka Olga Konstantinovna av Ryssland.
Christoffers barndom tillbringades i Aten med täta besök av släktingar från Ryssland, England och Danmark. Det sistnämnda landet besökte man också årligen under sommarferierna, framför allt då på Fredensborgs slott där man umgicks med släkten. Christoffer behärskade snabbt flera språk obehindrat, bland dem grekiska, danska, engelska, tyska och franska. Han och hans syskon talade grekiska sinsemellan och engelska med sina föräldrar. När Christoffer var i 20-årsåldern blev han officer i den grekiska armén, trots att hans intressen var diametralt motsatta. 1917 gick han i landsflykt med den övriga familjen till Schweiz och Storbritannien.
Han gifte sig första gången i Schweiz 1920 med den förmögna amerikanskan Nancy Stewart Worthington Leeds (1873–1923), änka efter en miljardär. Trots att hon inte var av kunglig börd accepterades hon fullt ut av kungafamiljen och tilldelades titeln prinsessan Anastasia. Hon avled i cancer några år senare.
1929 gifte han sig för andra gången i Palermo med prinsessan Françoise av Orléans (1902–1953). Hon var dotter till Jean, hertig av Guise (1874-1940). År 1939 föddes sonen Michael av Grekland.
Mot slutet av sitt liv författade prins Christoffer sina memoarer, på svenska En prins berättar, där han både roande och initierat skriver om sina olika släktingar och sin egen familj.